# Homer Watson
Pour les articles homonymes, voir Watson.
Homer Watson, né le 14 janvier 1855 à Doon (en) (aujourd'hui comprise dans la ville de Kitchener) dans la province de l'Ontario et décédé le 30 mai 1936 dans la même ville, est un peintre canadien. Connu pour ses peintures de paysages, il fut notamment membre et président de l'Académie royale des arts du Canada et le premier président du Canadian Art Club. Il est associé au mouvement de l'American Barbizon School, un groupe de peintres se référant à l'École de Barbizon qui connut son apogée dans les années 1890 en Amérique du Nord.

## Biographie
Homer Watson naît à Doon (en) en 1855. Jeune, il décide de devenir peintre. Il s'installe à Toronto en 1874. Il prend conseil auprès du peintre Thomas Mower Martin (en) et apprend la peinture en autodidacte en copiant des œuvres de la Toronto Normal School (en). Il rencontre également d'autres artistes, comme Lucius Richard O'Brien (en) et Horatio Walker, et travaille un temps dans un studio de photographie.
En 1876, il voyage à New York et rencontre le peintre George Inness. Il est influencé par la Hudson River School et peint des scènes représentant les fleuves Hudson et Susquehanna dans les monts Adirondacks. En 1880, il vend sa première œuvre majeure, The Mill Pioneer, au marquis de Lorne pour la collection d'art de la Reine Victoria. Cette même année, le marquis ouvre la première exposition de l'Académie royale des arts du Canada. Watson y expose ses œuvres et est élu membre.
Il épouse Roxanna Bechtel en 1881, et le couple emménage à Doon. Watson peint alors des paysages représentant la Rivière Grand et ses alentours. En 1882, lors d'une tournée au Canada, Oscar Wilde compare Watson au peintre anglais John Constable. Les deux hommes entretiennent une correspondance qui sera perdu et revendu via le marché noir par la suite.
En 1887, Watson s'installe en Angleterre pour quatre ans. Il s'y construit une solide réputation et ses œuvres gagnent en popularité. En 1900, à l'apogée de sa carrière britannique, il expose The Flood Gate, l'une de ses œuvres majeures.
En 1907, il fait partie des membres fondateurs du Canadian Art Club et en devient le premier président, jusqu'en 1911. Il est ensuite président de l'Académie royale des arts du Canada de 1918 à 1922.
À la mort de sa femme en 1918, il est rejoint à Doon par sa sœur, Phoebe Amelia Watson (en). Lors du krach boursier de 1929, il est contraint de vendre de nombreuses œuvres de sa collection personnelle.
Il décède à Doon le 30 mai 1936 à l'âge de 81 ans.
Après sa mort, il est désigné comme personne d'importance historique par le gouvernement canadien et sa maison, devenue école et musée, est désignée lieu historique national du Canada. Le service postal du Canada, Postes Canada, édite en 2005 deux timbres de 50 et 85 cents représentant ses toiles Dawn in the Laurentides et The Flood Gates. La ville de Kitchener a nommé une artère de la ville en son hommage, le Boulevard Homer Watson.

## Galerie

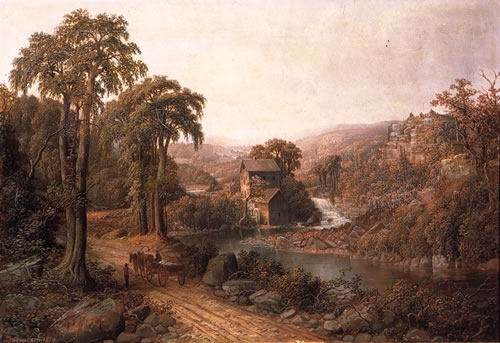
Old Mill and Stream (1879)
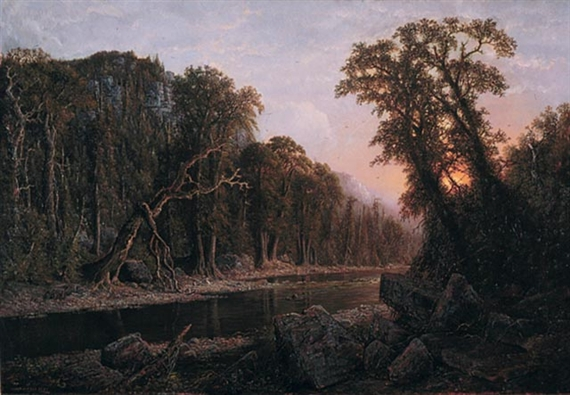
The Castellated Cliff (1879)
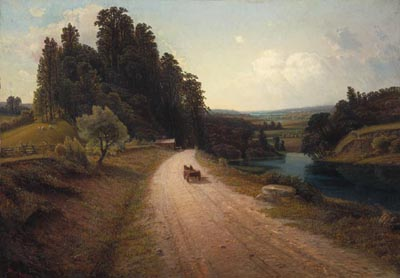
The Stone Road (1881)
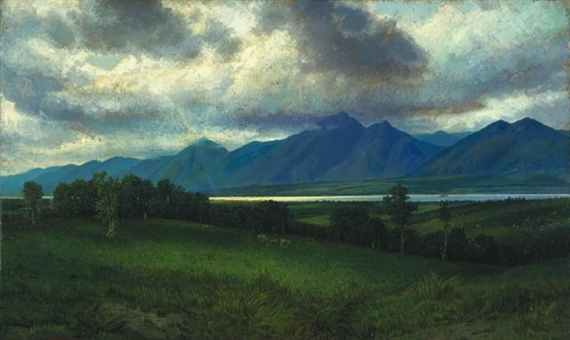
Down in the Laurentides (1882)
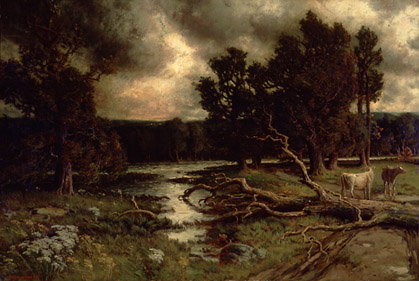
Near the Close of a Stormy Day (1884)
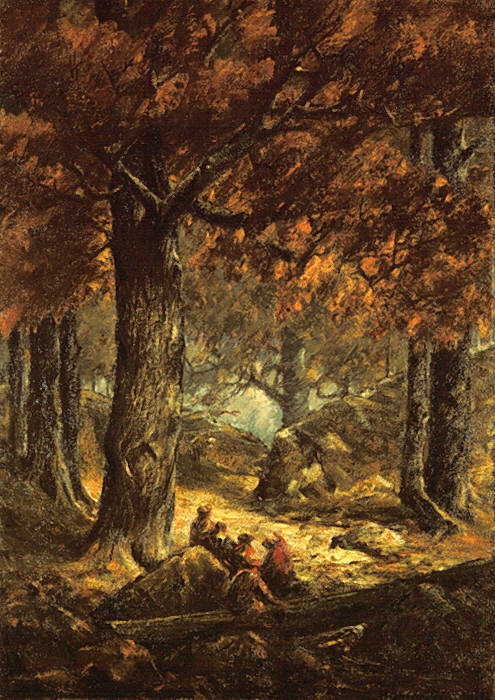
Nut Gatherers in the Forest (1900)
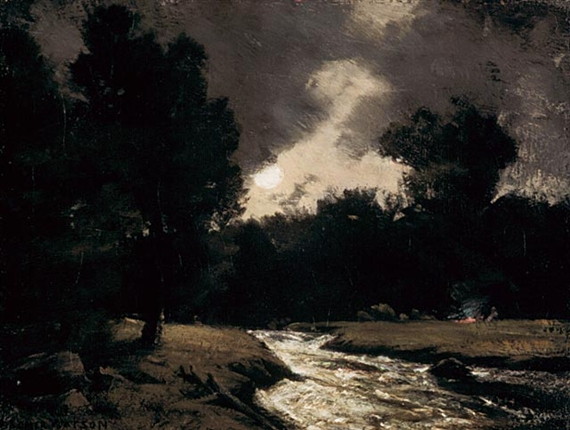
Rushing Stream by Moonlight (1905)
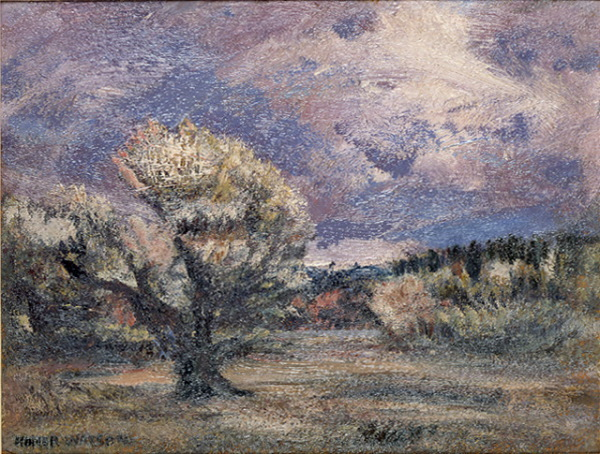
Pink Bush (1906)
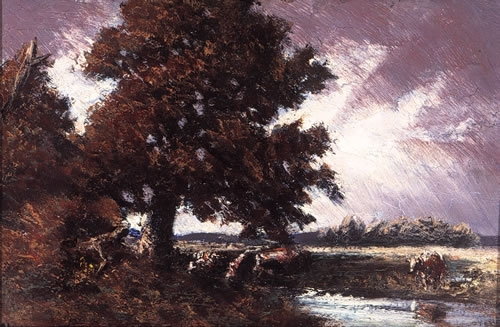
Study for Red Oak (1917)
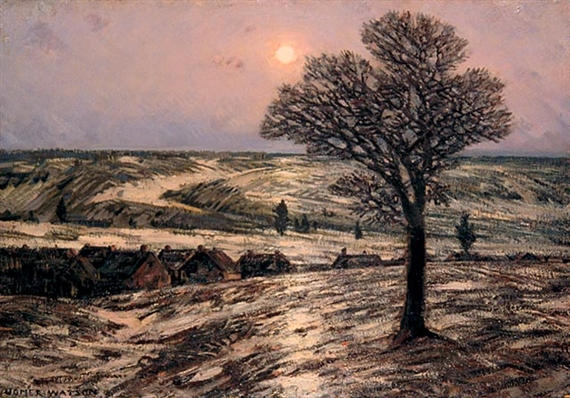
Moonlight, Waning Winter (1924)
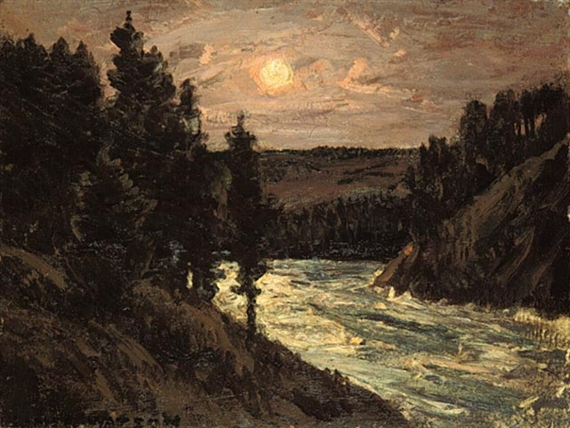
Mountain River (1932)